# هینستاک
هینستاک (به انگلیسی: Hinstock) یک روستا و محله مدنی در بریتانیا است که در Shropshire واقع شده‌است. هینستاک ۱٬۲۰۰ نفر جمعیت دارد.